# KFC Rhodienne-De Hoek
Koninklijke Football Club Rhodienne-De Hoek je belgický fotbalový klub sídlící v Sint-Genesius-Rode (mezi Bruselem a Waterloo). Klub byl založen roku 1894 jako Racing Football Club a vzápětí přejmenován na Racing Club de Bruxelles, má matriční č. 6. Před 1. světovou válkou vyhrál 6× belgickou ligu.
Roku 1963 se klub sloučil s White Star Woluwé AC (matriční č. 47), aby vznikl Royal Racing White s matričním č. 47. Aby matriční č. 6 klubu Royal Racing Club de Bruxelles (jak se jmenoval od 1921) nepřestalo existovat, klub si vyměnil matriku s K. Sport Sint-Genesius-Rode.

## Historie
Klub byl založen roku 1894 jako Racing Football Club a vzápětí přejmenován na Racing Club de Bruxelles, má matriční č. 6. Před 1. světovou válkou vyhrál 6× belgickou ligu.
Roku 1921 získal přívlastek královský: Royal Racing Club de Bruxelles.
Naposledy hrál 1. ligu v roce 1955.
Aby se vyhnul bankrotu, klub se roku 1963 sloučil s White Star Woluwé AC (matriční č. 47), tak vznikl Royal Racing White s matričním č. 47. Aby matriční č. 6 klubu Royal Racing Club de Bruxelles nepřestalo existovat, klub si vyměnil matriku s K. Sport Sint-Genesius-Rode, který byl založen roku 1927 jako FC La Rhodienne.
Roku 1996 se K. Sport Sint-Genesius-Rode sloučil s KVC Verrewinkel (založen 1928), sloučený klub se jmenoval
KFC Rhodienne-Verrewinkel. Roku 2010 se přejmenoval na KFC Rhodienne-De Hoek.

## Úspěchy
- 1. liga:
  - Mistr (6): 1896–97, 1899–1900, 1900–01, 1901–02, 1902–03, 1907–08
- Pohár:
  - Vítěz (1): 1911–12